# Campionati del mondo di ciclismo su pista - Corsa a punti maschile Dilettanti
La Corsa a punti maschile Dilettanti era uno degli eventi inseriti nel programma dei campionati del mondo di ciclismo su pista. Si corse dall'edizione del 1977 a quella del 1991.

## Albo d'oro
Aggiornato all'edizione 1991.
| Anno | Vincitore                                       | Secondo               | Terzo                |
| ---- | ----------------------------------------------- | --------------------- | -------------------- |
| 1977 | Constant Tourné                                 | Jan Faltyn            | Nikolaj Makarov      |
| 1978 | Noël Dejonckheere                               | Walter Baumgartner    | Jean-Jacques Rebière |
| 1979 | Igor Sláma                                      | Pierangelo Bincoletto | Urs Freuler          |
| 1980 | Gary Sutton                                     | Viktor Manakov        | Josef Kristen        |
| 1981 | Lutz Haueisen                                   | Leonard Nitz          | Michael Marcussen    |
| 1982 | Hans-Joachim Pohl                               | Michael Marcussen     | Karl Krenauer        |
| 1983 | Michael Marcussen                               | Hans-Joachim Pohl     | Ivan Romanov         |
| 1984 | prova disputata ai Giochi della XXIII Olimpiade |                       |                      |
| 1985 | Martin Penc                                     | Philippe Grivel       | Dan Frost            |
| 1986 | Dan Frost                                       | Olaf Ludwig           | Leonard Nitz         |
| 1987 | Marat Ganeev                                    | Uwe Messerschmidt     | Pascal Lino          |
| 1988 | prova disputata ai Giochi della XXIV Olimpiade  |                       |                      |
| 1989 | Marat Satybaldiev                               | Fabio Baldato         | Leo Peelen           |
| 1990 | Stephen McGlede                                 | Bruno Risi            | Jan Bo Petersen      |
| 1991 | Bruno Risi                                      | Stephen McGlede       | Jan Bo Petersen      |
| 1992 | prova disputata ai Giochi della XXV Olimpiade   |                       |                      |

## Medagliere
| Pos.   | Nazione          | Oro | Argento | Bronzo | Totale |
| ------ | ---------------- | --- | ------- | ------ | ------ |
| 1      | Germania Est     | 2   | 2       | 0      | 4      |
| 2      | Danimarca        | 2   | 1       | 4      | 7      |
| 3      | Unione Sovietica | 2   | 1       | 2      | 5      |
| 4      | Australia        | 2   | 1       | 0      | 3      |
| 5      | Cecoslovacchia   | 2   | 0       | 0      | 2      |
| 5      | Belgio           | 2   | 0       | 0      | 2      |
| 7      | Svizzera         | 1   | 3       | 1      | 5      |
| 8      | Italia           | 0   | 2       | 0      | 2      |
| 9      | Stati Uniti      | 0   | 1       | 1      | 2      |
| 9      | Germania Ovest   | 0   | 1       | 1      | 2      |
| 11     | Polonia          | 0   | 1       | 0      | 1      |
| 12     | Francia          | 0   | 0       | 2      | 2      |
| 13     | Austria          | 0   | 0       | 1      | 1      |
| 13     | Ungheria         | 0   | 0       | 1      | 1      |
| Totale | Totale           | 13  | 13      | 13     | 39     |